# شارون بيرد
شارون بيرد (بالإنجليزية: Sharon Baird)‏ هي ممثلة أمريكية، ولدت في 16 أغسطس 1943 بسياتل في الولايات المتحدة.

## وصلات خارجية
- شارون بيرد على موقع IMDb (الإنجليزية)
- شارون بيرد على موقع ألو سيني (الفرنسية)
- شارون بيرد على موقع أول موفي (الإنجليزية)
- شارون بيرد على موقع قاعدة بيانات الأفلام السويدية (السويدية)
- شارون بيرد على موقع قاعدة بيانات الفيلم (الإنجليزية)
- شارون بيرد على موقع كينوبويسك (الروسية)